# Firebase
Firebase è una piattaforma per la creazione di applicazioni per dispositivi mobili e web sviluppata da Google. Originariamente era una compagnia indipendente fondata nel 2011. Nel 2014 Google ha acquisito la piattaforma ed è ora la sua offerta di punta per lo sviluppo di app.

## Storia
Firebase si è evoluto da Envolve, una precedente startup fondata da James Tamplin e Andrew Lee nel 2011. Envolve forniva agli sviluppatori una API che abilitava l'integrazione di funzionalità di chat on line nei loro siti web. Dopo aver rilasciato il servizio chat, Tamplin e Lee si accorsero che era usato per passare dati delle applicazioni che non erano messaggi. Gli sviluppatori usavano Envolve per sincronizzare i dati delle applicazioni così come lo stato di gioco in tempo reale tra i propri utenti. Tamplin e Lee decisero quindi di separare il sistema di chat e l'architettura in realtime che la potenziava. Essi fondarono così Firebase come compagnia separata nel Settembre del 2011 e la lanciarono al pubblico nell'Aprile 2012.
Il primo prodotto di Firebase fu il database real-time Firebase, una API che sincronizzava i dati delle applicazioni attraverso iOS, Android e i dispositivi web e li memorizzava sul cloud Firebase. Il prodotto assiste gli sviluppatori nella realizzazione di applicazioni real-time e collaborative.
Nel Maggio 2012 Firebase realizzò una raccolta fondi per 1,1 Milioni di dollari dalle seguenti compagnie di capitale di rischio: Flybridge Capital Partners, Greylock Partners, Founder Collective, e New Enterprise Associates. Nel 2013 la compagnia, ebbe ulteriori fondi per 5.6 milioni di dollari in un cosiddetto Round A di finanziamento da Union Square Ventures e Flybridge Capital Partners. Nel 2014, Firebase ha lanciato 2 prodotti. Firebase Hosting e Firebase Authentication. Questo ha posizionato la compagnia come un cosiddetto servizio di mobile Back End. Nell'ottobre del 2014, Firebase fu acquistata da Google. Un anno più tardi nell'Ottobre del 2015, Google acquistò Divshot, una piattaforma di web hosting abilitata HTML5, per fonderla con il team di Firebase. Nel Maggio 2016, alla Google I/O, la conferenza annuale di Google per gli sviluppatori interessati a lavorare su sistemi e con prodotti di Google, Firebase ha introdotto Firebase Analytics ed ha annunciato l'intenzione di espandere i suoi servizi per divenire una piattaforma unificata per il backend-as-a-service (BaaS) a favore degli sviluppatori mobile. Firebase è ora integrato con vari altri servizi Google, inclusi Google Cloud Platform, AdMob, e Google Ads per offrire un più ampio insieme di prodotti e possibilità di scalatura per gli sviluppatori. Google Cloud Messaging, il servizio Google per mandare notifiche push ai dispositivi Android è stato superato dal prodotti Firebase, Firebase Cloud Messaging,che ha aggiunto la funzionalità per inviare notifiche push notifications sia a dispositivi iOS che dispositivi web. Nel Gennaio 2017, Google ha acquisito Fabric e Crashlytics da Twitter per aggiungere questi servizi a Firebase. Ad Ottobre 2017, Firebase ha lanciato Cloud Firestore, un database orientato ai documenti che sarà il prodotto successore dell'originale database real-time Firebase.

## Prodotti
La piattaforma Firebase ha 18 prodotti divisi in tre gruppi: Sviluppo, Qualità, e Crescita.

## Controversie sulla privacy degli utenti
È stato affermato che Firebase sia usato da Google per tracciare gli utenti a loro insaputa. Il 14 Luglio del 2020, è stata presentata una causa in cui si accusa Google di violare la legge federale sulle intercettazioni telefoniche e la legge sulla privacy della California. È stato dichiarato che tramite Firebase, Google ha raccolto e archiviato i dati degli utenti, registrando ciò che l'utente stava visualizzando in molti tipi di app, nonostante l'utente avesse seguito le istruzioni di Google stessa per disattivare l'acquisizione, da parte dalla società, dei dati delle attività da web e da app.